# Eumecosoma shropshirei
Eumecosoma shropshirei là một loài ruồi trong họ Asilidae. Eumecosoma shropshirei được Curran miêu tả năm 1930. Loài này phân bố ở vùng Tân nhiệt đới.